# Judy Fiskin
Judy Fiskin (nascuda l'1 d'abril de 1945, Chicago, Illinois) és una artista estatunidenca que treballa en fotografia i vídeo, i un membre de la facultat de l'escola d'art al California Institute of the Arts. Els seus vídeos han estat projectats a la sèrie Documentary Fortnight (Quinzena documental) al Museu d'Art Modern de Nova York, al Museu d'Art del Comtat de Los Angeles, al Museu Hammer de Los Angeles i al Museu J. Paul Getty a Los Angeles; les seves fotografies s'han estat exposades al MOCA, el Museu d'art contemporani de Los Angeles, al Museu Getty de Los Angeles, al The New Museum de Nova York, i al Centre Pompidou de París.

## Biografia
Nascuda com a Judy Bartman, filla de Cecile i Fred A. Bartman. Es va criar a Los Angeles i es va graduar al Pomona College, on els seus companys de classe incloïen als futurs artistes, Chris Burden i James Turrell.
Va obtenir un màster en història de l'art a la UCLA, va compilar i va editar les revistes de Richard Neutra, i va ser codirectora de la Womanspace Gallery a mitjan anys setanta. Va començar a ensenyar fotografia a l'escola d'art de Cal Arts el 1977. A més de la seva fotografia i vídeo, també és una escriptora guardonada pel seu assaig "Borges, Stryker, Evans: The Sorrows of Representation."

## Fotografia

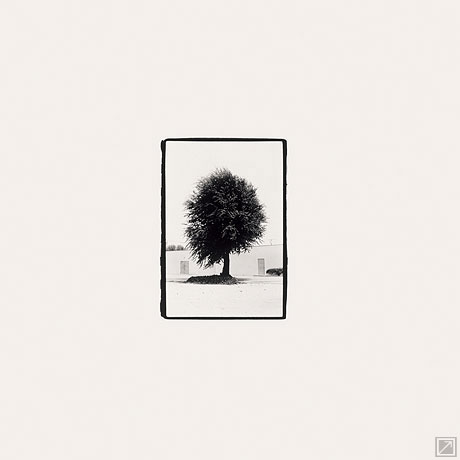
Judy Fiskin, Sense títol de la sèrie "31 Views of San Bernardino," 1974.

Des de la seva primera actuació a Castelli Graphics a la ciutat de Nova York el 1976, les fotografies de Fiskin han tingut el mateix format distintiu: petites imatges en blanc i negre, de dos i mig polzades quadrades, impreses en paper blanc de mida carta. Va començar amb l'arquitectura vernacla a Los Angeles i va obtenir una atenció crítica per la seva sèrie "Dingbat", edificis d'apartaments petits anònims dels anys cinquanta (del tipus dingbat) a Los Angeles disparats de l'altre costat del carrer amb un estil impensable. Altres sèries es van centrar en escenes del desert, edificis militars i mobles d'època. El 1992, el MOCA de Los Angeles va celebrar una retrospectiva de meitat de carrera per a Fiskin; els crítics van felicitar la intel·ligència, l'enginy i la coherència estilística del seu treball. Les seves fotografies han estat àmpliament exposades, inclòs el Centre Pompidou de París que va mostrar 24 gravats com a part de la seva històrica exposició de 2006, "Los Angeles 1955-1985, Birth of a Art Capital" i el MOCA de Los Angeles que va mostrar 15 gravats en els seus 2009-2010 "Collection: MOCA's First 30 Years." Les seves fotos es van mostrar a cinc exposicions del Pacific Standard Time el 2011 i el 2012: "Under the Big Black Sun: California Art 1974-81," al Museu d'Art Contemporani de Los Angeles; "In Focus: Los Angeles, 1945-1980," al The J. Paul Getty Museum, Los Angeles; "It Happened at Pomona: Art at the Edge of Los Angeles 1969-1973," al Pomona College Museum of Art, Claremont; "Seismic Shift: California Landscape Photography, 1944-1984" al Museu de fotografia de Califòrnia a la UC Riverside, i "Civic Virtue: The Impact of the Los Angeles Municipal Art Gallery i el Watts Towers Arts Center" a la Galeria d'Art Municipal de Los Angeles, Los Angeles. Una de les fotos de Fiskin es va presentar a l'article de Los Angeles Times "50 Masterpieces at LACMA" el 2015.

## Vídeo

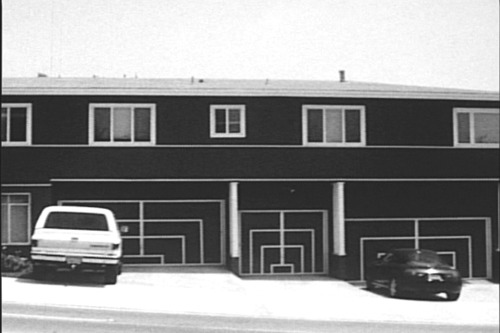
imatge del vídeo de Judy Fiskin "The End of Photography," 2007.

Fiskin va començar a fer vídeos el 1998 amb "Diary of a Midlife Crisis", un diari de vídeo seriós i còmic sobre un fotògraf de mitjana edat, el temor del qual, era moure la càmera de vídeo li va proporcionar una metàfora de la seva sensació d'estar d'una manera creativa paralitzat. El vídeo va guanyar premis al Festival Internacional de Cinema de San Francisco i al Worldfest Houston i es va projectar al MOCA de Los Angeles i a Bonn, Kassel i Brisbane, entre altres llocs.
L'aclamació crítica per aquest treball va portar al Museu J. Paul Getty a encarregar la instal·lació del vídeo "My Getty Center" el 2000, un altre diari de vídeo personal còmic que va relatar l'obertura del nou Getty Center a Los Angeles.
El LACMA va encarregar a "What We Think About When We Think About Ships," (Què pensem quan pensem en les naus), una instal·lació de vídeo al LACMALab basada en una pintura de la seva col·lecció.
El seu video de 2003 "50 Ways to Set the Table" (50 maneres de fixar la taula) va documentar la competència en escenaris a la fira del comtat de Los Angeles, una metàfora del procés creatiu i del treball de la crítica. Aquest vídeo s'ha projectat a la sèrie Documentary Fortnight (Quinzena documental) al Museum of Modern Art de Nova York, al Festival South by Southwest de Austin, al Festival de pel·lícules i vídeos de Berkeley i a la Galeria Angles de Santa Mònica.
El seu vídeo de 2007, "The End of Photography" (El final de la fotografia), una elegia de tres minuts per a la cambra fosca, es va exhibir a París, Berlín, Kassel i a Los Angeles al Getty, LACMA, MOCA i a la Galeria Angles. "Com totes les grans obres d'art", David Pagel va escriure en una ressenya a Los Angeles Times, el vídeo "tells more than one story" (explica més d'una història).
En el seu vídeo de 2010, "Guided Tour", que es va estrenar a la Galeria Angles de Los Angeles, les veus de dos docents del museu semblen descriure diverses obres de belles arts i art popular. "Per la seva poètica i divertida", va dir Fiskin, "la pel·lícula tracta sobre la conversa al voltant de l'art i la bellesa silenciosa de la fotografia, els lligams desconcertants entre el kitsch i l'art, i la inadequació final de tot tipus de descripció". Christopher Knight, crític d'art a L.A. Times, va anomenar el vídeo "va inspirar... un viatge sorprenent en els seus propis supòsits conflictius sobre la substància i la importància."
"All Six Films" va tenir lloc a la Galeria Angles de Los Angeles el setembre de 2011; aquest programa va ser nomenat a la llista "Best of 2011" a ArtForum. El vídeo de Fiskin "I'll Remember Mama" (Recordaré a la mare) apareix a la Biennal del Museu Hammer, "Made in L.A. 2014". El vídeo, un relat autobiogràfic de la pèrdua i el canvi, és una meditació sobre l'eventual mort de la seva mare, els objectes que deixarà enrere i els records i el coneixement que desapareixeran amb la seva mort. Com a part de "Made in LA 2014", Hammer també va projectar la "Art Trilogy" de Fiskin, els seus vídeos "50 Ways to Set the Table" i "Guided Tour".
El vídeo de Fiskin Hammer i altres treballs van ser objecte d'una entrevista amb Tyler Green en el podcast Modern Art Notes.

## Llibres
The Getty va publicar Some Aesthetic Decisions: The Photographs of Judy Fiskin, (Algunes decisions estètiques: les fotografies) de Virginia Heckert el 2011.
El volum inclou reproduccions de gairebé tres-centes imatges preses de 1973 a 1995. Atès que Fiskin es va dirigir al vídeo a la fi dels anys noranta del segle xx, aquest compendi representa la seva obra fotogràfica completa, incloses moltes imatges mai publicades.

## Llibres de l'artista, catàlegs d'exposicions i monografies
- Virginia Heckert, Some Aesthetic Decisions: The Photographs of Judy Fiskin. Getty Publications, December 2011. ISBN 1606060813. http://shop.getty.edu/products/some-aesthetic-decisions-978-1606060810 Arxivat 2014-07-30 a Wayback Machine.
- Paul Schimmel, et al., Under the Big Black Sun: California Art, 1974-1981. Los Angeles, Prestel Publishing, 2011, pp. 150–151. (2 reproductions from 1975 "Military Architecture" series.)
- Rebecca Peabody, et al., Pacific Standard Time: Los Angeles Art, 1945-1980, Los Angeles, Getty Research Institute, 2011, p. 275. (1 reproduction from "Military Architecture," plus 1982 LAICA journal cover.)
- "Judy Fiskin Interviewed by Rebecca McGrew." It Happened at Pomona: Art at the Edge of Los Angeles 1969-1973. Pomona College Museum of Art, 2011, 282-87. (includes 5 reproductions from the 1973 "Stucco" series.)
- Lyn Kienholz, L.A. Rising: SoCal Artists Before 1980. California/International Arts Foundation, 2010, p. 185.
- Ann Goldstein et al., This is Not to be Looked At: Highlights from the collection of the Museum of Contemporary Art. MOCA Press, Los Angeles, 2008, pp. 98–99.
- Karen Higa, Living Flowers: Ikebana and Contemporary Art. Japanese-American National Museum, Los Angeles, 2009, pp. 5, 44-45
- Catherine Grenier, ed., Los Angeles 1955 - 1985: Birth of an Art Capital. exhibition catalog from the Centre Pompidou, 2006, pp. 251, 290-291.
- Lisa Lyons, "Judy Fiskin: My Getty Center." in Departures: 11 Artists at the Getty. exhibition catalogue from the Getty Museum, Los Angeles, 2000, pp. 24–27.
- Judy Fiskin, Some More Art. Museum of Contemporary Art, Los Angeles, 1992.
- William Bartman, ed., Judy Fiskin. A.R.T. Press, Los Angeles, 1988. Essay by Christopher Knight. Interview with John Divola. 26 reproductions of work from 1973-1988.
- Judy Fiskin and Dick Barnes, Thirty-one Views of San Bernardino. Los Angeles: Spectator Press, Pomona College, 1975